# Spicino
Sipicino (oroszul: Шипицыно) városi jellegű település Oroszország Arhangelszki területén, a Kotlaszi járásban.
Lakossága: 3452 fő (a 2010. évi népszámláláskor).
Az Arhangelszki terület délkeleti részén, Kotlasztól 7 km-re északnyugatra, az Északi-Dvina bal partján fekszik. Területén halad át az Északi-Dvina völgyében Arhangelszk felé vezető országút. A legközelebbi vasútállomás a 9 km-re lévő Jadriha, a Konosa–Kotlasz vasúti fővonalon.
A jobb parton elterülő nagy várossal, Kotlasszal jó összeköttetést biztosít az Északi-Dvinán átívelő 2001-ben átadott közúti híd.